# Tamara Iwanowna Tichonowa
Tamara Iwanowna Tichonowa (russisch Тамара Ивановна Тихонова, wiss. Transliteration Tamara Ivanovna Tichonova; * 13. Juni 1964 in Kowaljowo, Udmurtische ASSR) ist eine ehemalige russische Skilangläuferin, die für die Sowjetunion startete.

## Werdegang
Tichonowa lief im März 1984 ihr erstes Weltcuprennen in Murmansk und belegte dabei den 20. Platz über 10 km. Bei den Juniorenweltmeisterschaften 1984 in Trondheim holte sie die Bronzemedaille über 5 km und die Silbermedaille mit der Staffel. Im folgenden Jahr gewann sie bei den nordischen Skiweltmeisterschaften 1985 in Seefeld in Tirol mit der Staffel die Goldmedaille. Bei der Winter-Universiade 1987 in Štrbské Pleso holte sie Gold über 5 km. Zu Beginn der Saison 1987/88 holte sie in Bohinj über 10 km Freistil ihren ersten Weltcupsieg. Bei den Olympischen Spielen 1988 in Calgary gehörte sie zu den erfolgreichsten Teilnehmerinnen. Sie gewann die Goldmedaille über 20 Kilometer und mit der Staffel. Außerdem belegte sie über 5 Kilometer den zweiten Platz und über 10 km den fünften Platz. Diese Wettbewerbe wurden auch als Weltcuprennen gewertet. Die Saison beendete sie auf den vierten Rang im Gesamtweltcup. In der folgenden Saison kam sie im Weltcup dreimal auf den zweiten Platz. Bei den nordischen Skiweltmeisterschaften 1989 in Lahti holte sie Bronze über 10 km Freistil und Silber mit der Staffel. Im Gesamtweltcup belegte sie den dritten Platz. Zu Beginn der Saison 1990/91 errang sie den dritten Platz beim Weltcup in Tauplitzalm. Im weiteren Saisonverlauf folgte ein zweiter Platz über 15 km Freistil beim Weltcup in Falun. Bei den nordischen Skiweltmeisterschaften 1991 im Val di Fiemme gewann sie Bronze über 10 km Freistil und Gold mit der Staffel. Ihr letztes Weltcuprennen lief sie Dezember 1991 in Thunder Bay, welches sie auf den 12. Platz über 5 km Freistil beendete.
Tichonowa siegte bei sowjetischen Meisterschaften in den Jahren 1985 und 1989 mit der Staffel.

## Teilnahmen an Weltmeisterschaften und Olympischen Winterspielen

### Olympische Spiele
- 1988 Calgary: 1. Platz 20 km Freistil, 1. Platz Staffel, 2. Platz 5 km, 5. Platz 10 km

### Nordische Skiweltmeisterschaften
- 1985 Seefeld in Tirol: 1. Platz Staffel
- 1989 Lahti: 2. Platz Staffel, 3. Platz 10 km Freistil, 11. Platz 30 km
- 1991 Val di Fiemme: 1. Platz Staffel, 3. Platz 10 km Freistil, 11. Platz 30 km

## Weltcupsiege im Einzel
| Nr. | Datum             | Ort     | Disziplin                        |
| --- | ----------------- | ------- | -------------------------------- |
| 1.  | 16. Dezember 1987 | Bohinj  | 10 km Freistil Individualstart   |
| 2.  | 25. Februar 1988  | Calgary | 20 km Freistil Individualstart 1 |

## Weltcup-Gesamtplatzierungen
| Saison  | Platz | Punkte |
| ------- | ----- | ------ |
| 1984/85 | 15.   | 47     |
| 1985/86 | 23.   | 13     |
| 1986/87 | -     | -      |
| 1987/88 | 4.    | 81     |
| 1988/89 | 3.    | 93     |
| 1989/90 | 7.    | 76     |
| 1990/91 | 7.    | 82     |
| 1991/92 | 26.   | 13     |